# Скі-альпінізм
Скі-альпінізм — вид спорту і  активного відпочинку, що поєднує гірські лижі і альпінізм. Дисципліна може як рекреаційною так і змагальним видом спорту.
Скі-альпінізм передбачає проходження маршруту в горах з підйомом на  лижах і/або пішки з лижами і спуском на лижах без траси (фрірайд).

## Історія
Скі-альпінізм виник порівняно недавно, проте набув широкого поширення в гірських районах  Європи,  Америки,  Азії, інших країн, де є  гори і сніг.
У 1990-x роках Франція, Італія, Словаччина, Андорра і Швейцарія створили Міжнародний комітет змагань зі скі-альпінізму (Comité International du Ski-Alpinisme de Compétition (CISAC)), який провів перший Європейський чемпіонат зі скі-альпінізму в 1992 р.
Пізніше, у 1999 р., ця організація CISAC була перетворена в Міжнародну раду змагань зі скі-альпінізму (International Council for Ski Mountaineering Competitions, ISCM) при Міжнародній федерації альпінізму (UIAA). Перший офіційний чемпіонат світу під егідою ISCM був проведений у 2002 р.
У даний час проводяться змагання різного рівня зі скі-альпінізму:
- міжнародні
- національні
- регіональні

## Галерея

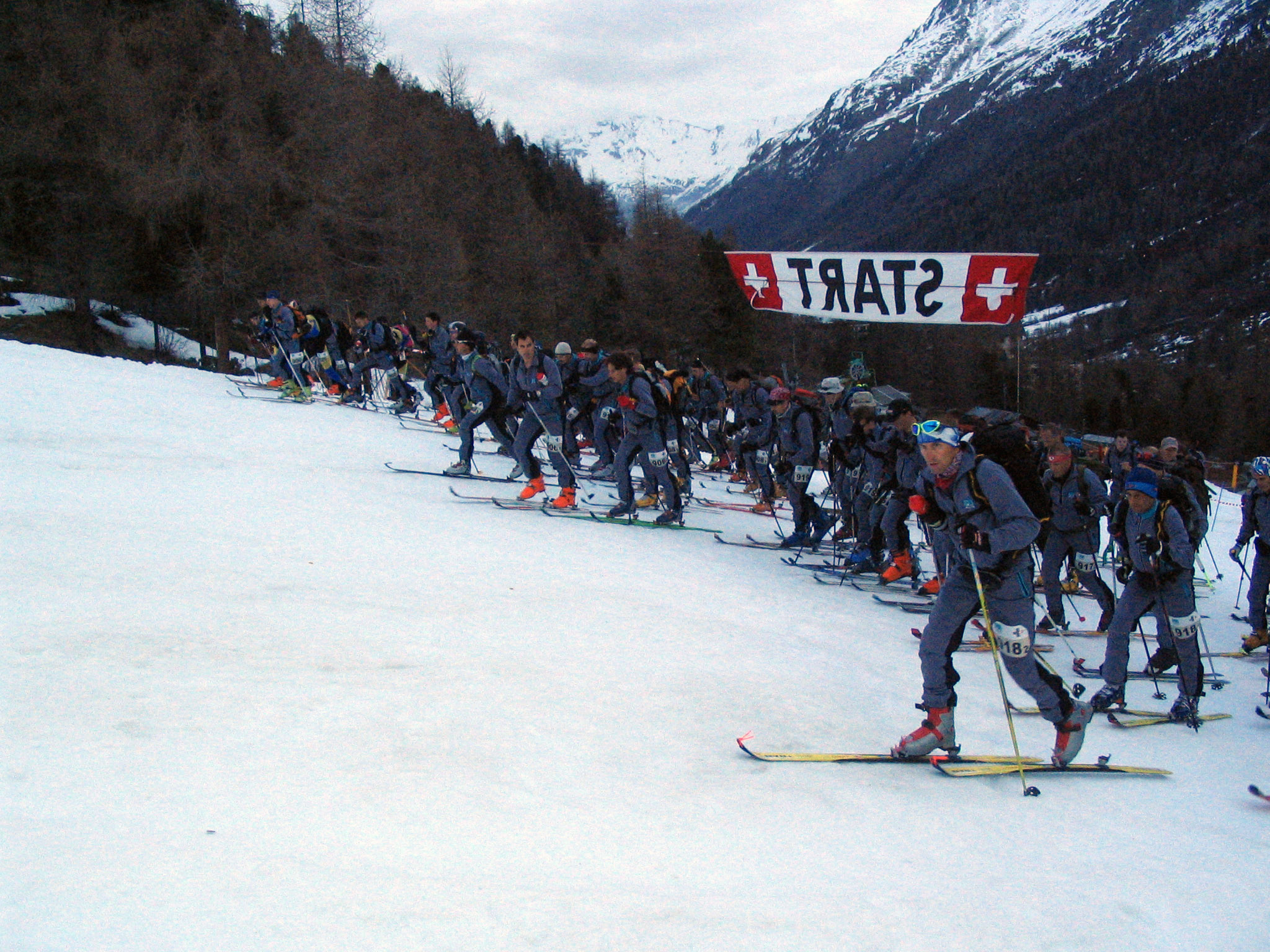
Старт скі-альпіністів, Швейцарські Альпи, 2006.
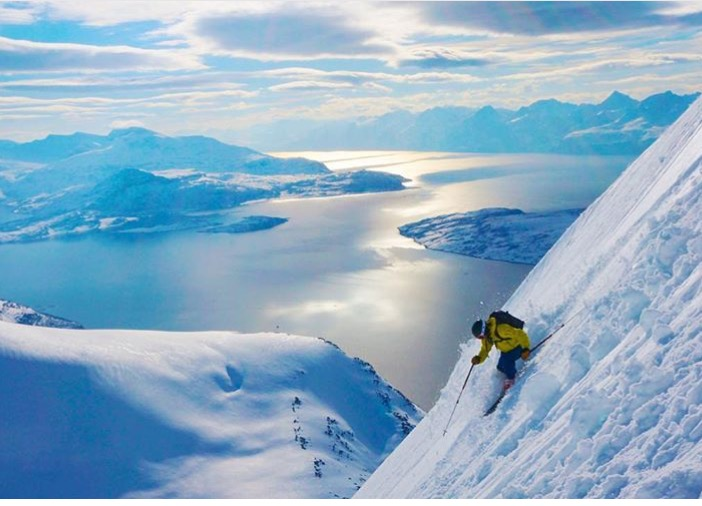
Скі-альпінізм спуск на норвезькому піку.
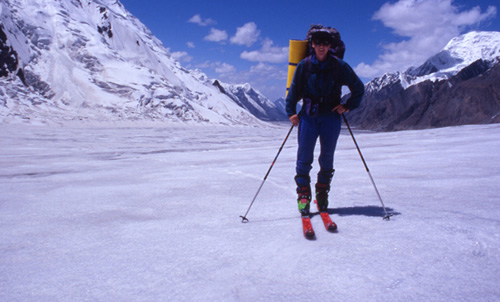
Експедиція на льодовик, Тянь-Шань, Казахстан.
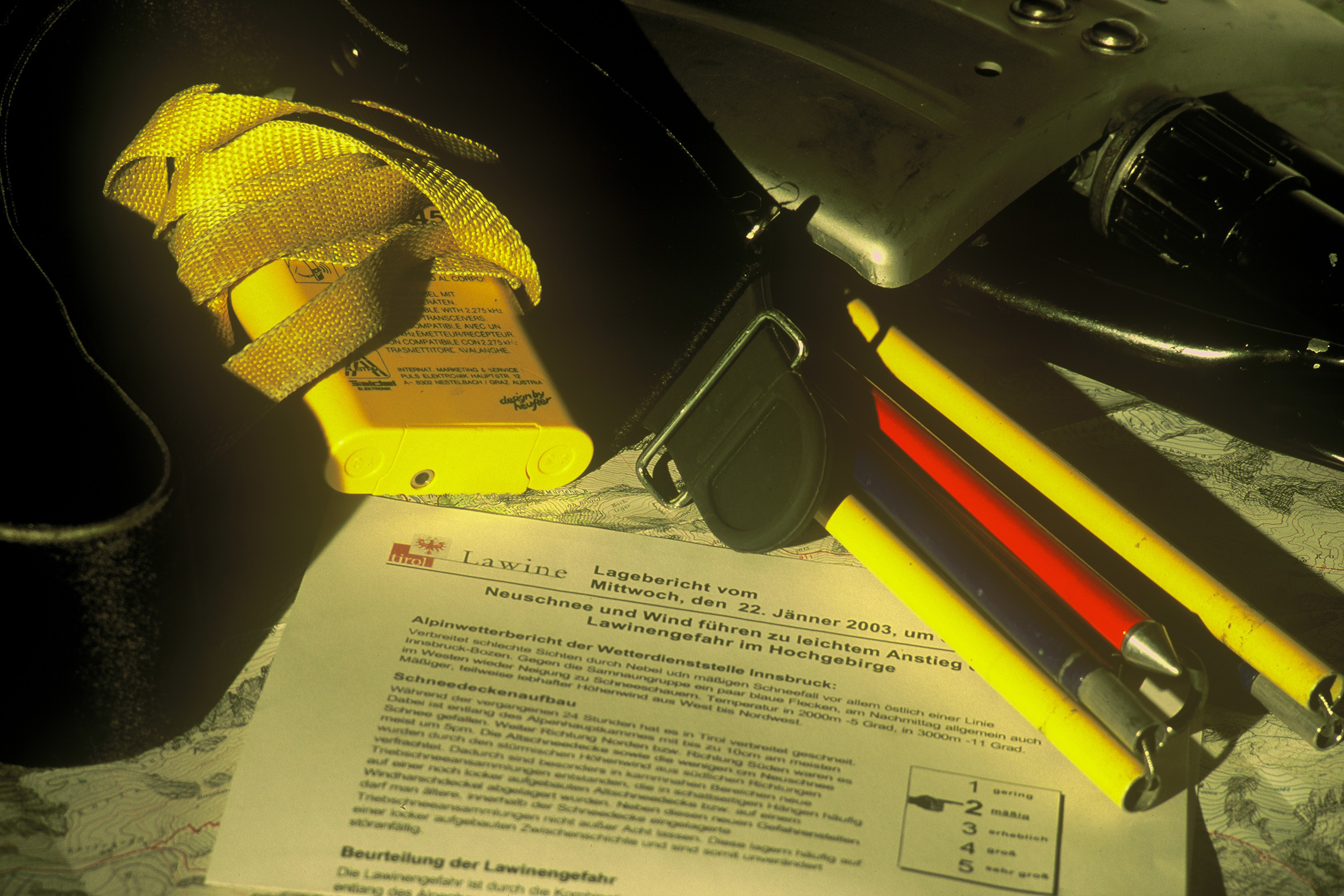
Спорядження для занять скі-альпінізмом: лавинний датчик, лавинний зонд, карта.
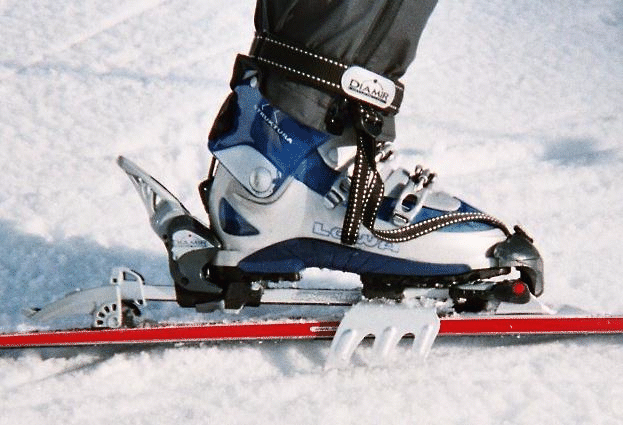
Черевик і спеціальні кішки для скі-альпінізму.